# プサラ (海防戦艦)
プサラ（Psara, ギリシア語: Θ/Κ Ψαρά）は、ギリシャ海軍の海防戦艦である。イドラ級の3番艦。ギリシャ独立戦争の海上戦で要地となったエーゲ海のプサラ島にちなんで名付けられた。

## 艦歴
イドラ級3隻は1885年にフランスの造船所に発注された。「プサラ」と「スペツァイ」はル・アーヴルの地中海鉄工造船所で建造された。「プサラ」は1888年に起工され、1900年1月23日に進水し、1892年に竣工した。
1897年の希土戦争では列強の介入によってギリシャ海軍はオスマン帝国海軍に対する優位性を利用できなかったため、「プサラ」の活動は限定的なものとなった。
1897年から1900年にかけてイドラ級に対して近代化改装が行われた。改装はフランスのラ・セーヌ造船所で行われ、その際に帆装や15cm砲が撤去された。また、25mm砲の追加や艦首魚雷発射管の換装がなされたともいう。他に、1908年から1910年の間にシュネデール45口径15cm砲が5門搭載されたともされる。
1902年8月、ポーツマスで開催のエドワード7世戴冠記念観艦式に参加。
1912年10月に始まったバルカン同盟とオスマン帝国の第一次バルカン戦争において、「プサラ」は姉妹艦と共に12月16日（旧暦12月3日）のへレス岬沖海戦に参加した。戦闘はギリシャ海軍の勝利に終わったが、イドラ級の鈍足ぶりに苛立ったギリシャ側の司令官パヴロス・クンドゥリオティスが旗艦「イェロギオス・アヴェロフ (Georgios Averof ) 」に単艦突撃を命じたほどイドラ級は旧式化が進んでいた。
1913年1月18日（旧暦1月5日）のリムノス島沖海戦でも、「プサラ」以下のイドラ級3隻は旗艦「アヴェロフ」との連携がとれず、最重要目標だった防護巡洋艦「ハミディイエ (Hamidiye ) 」を取り逃した。戦闘後、取り逃がした「ハミディイエ」を追うべく「プサラ」と駆逐艦4隻による艦隊が編成されたが、「ハミディイエ」より遙かに鈍足の「プサラ」ではその任に堪えず、「ハミディイエ」は5月の終戦まで健在だった。
1914年までに、「プサラ」は機関員向けの練習艦として使用されるため退役した。
第一次世界大戦ではギリシャは中立であったが、1915年10月にはサロニカに連合国軍が上陸し、1916年10月19日にフランス軍によってギリシャ海軍の大型艦は接収された。その際イドラ級3隻のうち「イドラ」は脱出に成功し、「プサラ」と「スペツァイ」は接収された。
「プサラ」は1919年に解役され、ポロス島の海軍幼年学校などで使用された後、1932年に解体された。